# Idioma ambulas
El Ambulas (también llamado abelam, abulas) es una lengua de la subfamilia ndu (familia Sepik) hablada en Nueva Guinea septentrional. Según el Ethnologue la lengua es hablada por unas 44.000 personas (1991) en la provincia de East Sepik. Es una lengua OSV. Emplea el alfabeto latino. 
Según la clasificación ISO 639-3 (la de Ethnologue) le corresponde la abreviatura 'abt'.